# ترغیب (فیلم ۲۰۲۲)
ترغیب (انگلیسی: Persuasion) یک فیلم درام آمریکایی محصول سال ۲۰۲۲ به کارگردانی کری کرانل است که بر اساس فیلمنامه‌ای از رانالد بس و آلیس ویکتوریا وینسلو ساخته شده‌است. فیلم‌نامهٔ این فیلم بر اساس رمانی به همین نام نوشتهٔ جین آستن ساخته شده و داکوتا جانسون، کوسمو جارویس، نیکی آموکا-برد، میا مک کنا-بروس، ریچارد ئی. گرانت و هنری گلدینگ بازیگران این فیلم هستند.
این فیلم در ۱۵ ژوئیه ۲۰۲۲ از طریق نتفلیکس منتشر شد.

## بازیگران
- داکوتا جانسون در نقش آن الیوت
- کوسمو جارویس در نقش کاپیتان فردریک ونتورث
- هنری گلدینگ در نقش آقای ویلیام الیوت
- نیکی آموکا-برد در نقش لیدی راسل
- میا مک کنا-بروس در نقش مری الیوت
- ریچارد ئی. گرانت در نقش سر والتر الیوت
- بن بیلی در نقش چارلز ماسگروو
- نیا تاول در نقش لوئیزا ماسگروو
- ایزوکا هویل در نقش هنریتا ماسگروو
- یولاندا کتل در نقش الیزابت الیوت
- ادوارد بلومل در نقش کاپیتان هارویل
- افولابی آلی در نقش کاپیتان بنویک
- جنی رینزفورد در نقش خانم هارویل
- لیدیا رز بیولی در نقش خانم پنه لوپه کلی

## تولید
در آوریل ۲۰۲۱ اعلام شد که داکوتا جانسون به بازیگران این فیلم ملحق شده‌است. همچنین اعلام شد کارگردانی آن بر عهدهٔ کری کرانل است که از فیلم‌نامه‌ای از ران باس و آلیس ویکتوریا وینسلو، بر اساس رمانی به همین نام از جین آستن ساخته شده‌است، و نتفلیکس قرار است این فیلم را توزیع کند. در می ۲۰۲۱، هنری گلدینگ، کوسمو جارویس، سوکی واترهاوس، ریچارد ئی. گرانت، نیکی آموکا-برد، بن بیلی اسمیت، ایزوکا هویل، میا مک‌کنا بروس و نیا تاول به گروه بازیگران فیلم پیوستند. در ژوئن ۲۰۲۱، ادوارد بلومل، لیدیا رز بیولی و یولاندا کتل به بازیگران فیلم پیوستند.
مراحل تصویربرداری اصلی این پروژه در می ۲۰۲۱ آغاز شد.

## انتشار
این فیلم در ۱۵ ژوئیه ۲۰۲۲ از طریق نتفلیکس به نمایش درآمد.

## بازخورد
ترغیب  در وبگاه نقد و بررسی راتن تومیتوز بر اساس نظر ۱۰۰ منتقد امتیاز %۳۱ و نمرهٔ ۵٫۲/۱۰ را کسب کرده‌است. این فیلم در متاکریتیک بر اساس نظر ۳۳ منتقد، میانگین امتیاز ۴۳ از ۱۰۰ را دارد که نشان گر «نقدهای مختلط یا متوسط» است.